# Le Mans 1955
Le Mans 1955 es un cortometraje animado por computadora de 2018 dirigido por Quentin Baillieux y producido por Nicolas de Rosanbo y Carole Lambert inspirado en el desastre de Le Mans de 1955. El corto se ha presentado en varios festivales, incluido el Festival Internacional de Cortometrajes de Clermont-Ferrand y el Festival Internacional de Cine de Animación de Annecy en 2019, y ganó premios como el St. Louis International Film Premio Festival al Mejor Cortometraje de Animación, clasificándolo para los premios Óscar.

## Sinopsis
A las 24 Horas de Le Mans 1955 asisten 300 000 espectadores. Las flechas plateadas de Mercedes-Benz, que cuentan con un equipo internacional de estrellas de pilotos, son las favoritas para ganar. Para el director de su equipo, Alfred Neubauer, es su última carrera antes de retirarse. Como tal, espera ganar a lo grande, y tiene puestas sus esperanzas en su primer equipo de Juan Manuel Fangio y Stirling Moss. El segundo automóvil del equipo, conducido por Pierre Levegh y John Fitch, es para apoyarlos y asegurarse de que mantengan el liderato. Fitch está decepcionado de que no se confíe en ellos para tomar el puesto de liderazgo, pero Levegh le asegura que aún podrían ser el automóvil ganador, ya que «cualquier cosa puede suceder en 24 horas».
El comienzo ve problemas tempranos para el equipo Mercedes cuando el automóvil de Fangio se detiene al comienzo, dejando a Levegh como el coche principal. Mientras Fitch observa, Levegh intenta atrapar al Jaguar líder de Mike Hawthorn, mientras Fangio lucha por recuperar el tiempo perdido. A las 6:26 p. m., mientras los pilotos de Mercedes se preparan para cambiar a la siguiente etapa, una gran bola de fuego estalla en las gradas frente a los pits. Fangio, que entra para cambiar con Moss, informa que la fuente es el automóvil de Levegh, que se salió de la pista y se estrelló contra la multitud, matando a 84 personas.
Cuando observa la situación, Fitch insta a Neubauer a retirar el automóvil de Moss, que ahora corre segundo, pero Neubauer se resiste a abandonar su última carrera. Finalmente, al amanecer, justo cuando Moss toma la delantera, Neubauer toma la decisión de sacar a Mercedes-Benz de las 24 Horas de Le Mans y declara: «Somos pilotos de carreras, no monstruos».

## Reparto
- Nathan Willcocks como John Fitch
- Joe Sheridan como Alfred Neubauer
- Nicholas Mead como Pierre Levegh
- Alonso Venegas Flores como Juan Manuel Fangio[7]

## Premios
Desde su lanzamiento, el cortometraje ha recibido numerosos premios y ha sido seleccionada en más de 75 festivales de todo el mundo.
| Año  | Festival                                                        | Premio/Categoría                          | Estado          |
| ---- | --------------------------------------------------------------- | ----------------------------------------- | --------------- |
| 2018 | Off Courts - Trouville (Francia)                                | Mejor Cortometraje de Animación           | Nominado        |
| 2018 | Festival Internacional de Cine de Varsovia (Polonia)            | Mejor Cortometraje de Animación           | Nominado        |
| 2018 | Festival Internacional de Cine de St. Louis (Estados Unidos)    | Mejor Cortometraje de Animación           | Ganador         |
| 2019 | Festival de Cine de Animación Francés, Rennes (Francia)         | Gran Premio a un Cortometraje Profesional | Ganador         |
| 2019 | Académie des Arts et Techniques du Cinéma (Francia)             | Premio César al Mejor Cortometraje        | Preseleccionado |
| 2019 | Festival Internacional de Cine de Animación de Annecy (Francia) | Mejor Cortometraje de Animación 2019      | Nominado        |
| 2019 | Festival de Cine Animamundi (Brasil)                            | Mejor Cortometraje de Animación           | Nominado        |
| 2019 | Animayo, Las Palmas, Islas Canarias (España)                    | Mejor Dirección de Arte                   | Ganador         |
| 2019 | Short Shorts Film Festival & Asia, Tokio (China, Japón)         | Mejor CG                                  | Nominado        |
| 2019 | HollyShorts Film Festival - Los Ángeles (Estados Unidos)        | Mejor Cortometraje de Animación           | Nominado        |

## Inexactitudes históricas
- A pesar de comenzar la carrera tarde debido a una dificultad técnica,[10] Fangio estaba en la segunda posición en el momento del accidente, detrás de Hawthorn en primer lugar.[11] Poco antes del choque, Hawthorn había superado a Levegh (que estaba en la sexta posición) y a Lance Macklin, quien también estuvo involucrado en el choque. En el cortometraje, se retrata a Levegh desafiando a Hawthorn por el papel principal mientras Fangio lucha por abrirse camino en el campo.
- Neubauer no tenía autoridad para retirarse de la carrera. Tal decisión debía ser tomada por los directores de Mercedes en Alemania.[10] Pasaron varias horas hasta que los directores se reunieron, luego de lo cual emitieron la orden de retirarse de la carrera. En el film, se muestra a Fitch discutiendo con Neubauer que los automóviles deberían retirarse y Neubauer se niega, al menos inicialmente. No parece haber evidencia que respalde el hecho de que Neubauer se mostró reacio a retirar los coches (había un tercer Mercedes, el número 21, que no se mencionó en la película).
- El accidente fatal ocurrió a las 6:26 p. m. del 11 de junio,[12] mientras que la película retrata el accidente como si ocurriera de noche.